# James Robinson (football américain)
Pour les articles homonymes, voir James Robinson et Robinson.
(en) Statistiques sur pro-football-reference
James Robinson, né le 9 août 1998 à Rockford, dans l'Illinois, est un joueur américain de football américain.
Il joue au poste de running back pour les Patriots de la Nouvelle-Angleterre dans la National Football League (NFL).
Auparavant, il a joué au niveau universitaire pour les Redbirds d'Illinois State dans la NCAA Division I FCS avant d'être sélectionné lors de la draft 2020 de la NFL par la franchise NFL des Jaguars de Jacksonville. Il y reste jusqu'en milieu de saison 2022 et est transféré aux Jets de New York jusqu'au terme de la saison avant de rejoindre les Patriots en 2023.

## Jeunesse
Robinson est né et a grandi à Rockford dans l'Illinois. Il joue très jeune au football américain en Pop Warner Little Scholars (en) pour les Ravens de Rockford. Au sein du lycée Rockford Lutheran High School (en), il joue au basket-ball et au football américain. Lors de son année senior, il gagne 2 146 yards et inscrit 44 touchdowns à la course. Avec 9 045 yards et 158 touchdowns inscrits à la course pendant sa carrière au lycée, il établit les deux records dans ces catégories de la Illinois High School Association (en).

### Carrière universitaire
Robinson effectue sa carrière universitaire avec les Redbirds de l'université d'État de l'Illinois. L'équipe évolue dans la Missouri Valley Football Conference de la NCAA Division I FCS, une conférence de niveau modeste.
Robinson dispute neuf matchs lors de sa première saison en 2016, ratant trois matchs en raison d'une blessure au mollet et terminant la saison en tant que troisième meilleur coureur des Redbirds (322 yards gagnés et deux touchdowns inscrits en 63 courses). Il devient le meilleur running back de son équipe l'année suivante et est sélectionné dans l'équipe type de sa conférence (MVFC) après avoir gagné 933 yards et inscrit 12 touchdowns. Robinson totalise lors de sa saison junior, 1290 yards et 12 touchdowns et est de nouveau sélectionné dans l'équipe type de la MVFC. Il est également sélectionné dans l'équipe type All-American par Phil Steele (en), dans la deuxième équipe All-American par Stats Perform (en) et HERO Sports, et dans la troisième équipe de l'Associated Press. Il est également finaliste du Walter Payton Award. Lors de sa dernière saison universitaire (senior), il totalise 1 899 yards et 18 touchdowns à la course. Il est désigné à l'unanimité dans l'équipe type de la NCAA Division I FCS et pour la troisième saison consécutive dans l'équipe type de sa conférence. Robinson termine sa carrière universitaire avec un total de 4444 yards à la course soit le deuxième meilleur total de l'histoire de son université.

### Carrière professionnelle

#### Jaguars de Jacksonville (2020-2022)
Robinson n'est pas choisi lors de la draft 2020 de la NFL mais signe néanmoins un contrat d'agent libre avec les Jaguars de Jacksonville le 27 avril 2020. Il fait partie de l'effectif des 53 joueurs au début de la saison et devient titulaire à son poste après le licenciement de Leonard Fournette par les Jaguars. Il réalise de très bons matchs et le 1er octobre est désigné meilleur rookie offensif du mois de septembre.
Robinson est le 4e joueur non drafté de l'histoire de la NFL à gagner plus de 1000 yards à la course lors de son année rookie après Dominic Rhodes, LeGarrette Blount et Phillip Lindsay. Il termine également cette première saison avec le record NFL de yards gagnés à partir de la ligne d'engagement par un rookie agent libre. Il figure également en 100e position du Top 100 des joueurs de la NFL au terme de la saison 2020.
Au cours du premier quart temps du match joué contre les Jets de New York en 16e semaine de la saison 2021, Robinson se déchire le tendon d'Achille ce qui met un terme à sa saison. Il comptabilise 767 yards et 14 touchdowns au sol lors des 14 matchs qu'il a disputé.

#### Jets de New York (2022)
Le 25 octobre 2022, James Robinson est transféré aux Jets de New York en échange d'un choix conditionnel de sixième tour de draft à la suite de la blessure au ligament croisé antérieur du running back Breece Hall qui le rend indisponible pour le reste de la saison 2022,. Robinson ne participe qu'à quatre matchs pour les Jets.
Au terme de la saison 2022, Robinson affiche un bilan cumulé de 110 courses pour un gain de 425 yards et trois touchdowns ainsi que 11 réceptions pour un gain supplémentaire de 51 yards et deux autres touchdowns.

#### Patriots de la Nouvelle-Angleterre
Le 17 mars 2023, Robinson signe un contrat de deux ans pour un montant de 8 millions de $ avec les Patriots de la Nouvelle-Angleterre
.

## Statistiques
| Taille             | Poids          | Bras            | Main           | Sprint   | Sprint   | Sprint   | Shuttle 20 yards | 3 cones drill | Détente        | Détente             | Développé couché | Test Wonderlic |
| Taille             | Poids          | Bras            | Main           | 40 yards | 10 yards | 20 yards | Shuttle 20 yards | 3 cones drill | verticale      | horizontale         | Développé couché | Test Wonderlic |
| 1,75 m (5 ft 9 in) | 99 kg (219 lb) | 75 cm (29 ⅝ in) | 22 cm (8 ¾ in) | 4,64 s   | 1,61 s   | 2,71 s   | 4,19 s           | 7,03 s        | 102 cm (40 in) | 318 cm (10 ft 5 in) | 24 reps          | -              |

| Année                   | Équipe                             | MJ |                 | Courses         | Courses         | Courses         | Courses         |                 | Passes réceptionnées | Passes réceptionnées | Passes réceptionnées | Passes réceptionnées |  | Fumbles | Fumbles |
| Année                   | Équipe                             | MJ | Nb.             | Yards           | Moy.            | TD              | Nb.             | Yards           | Moy.                 | TD                   | Nb.                  | Perdus               |  |         |         |
| 2020                    | Jaguars de Jacksonville            | 14 | 240             | 1 070           | 4,5             | 7               | 49              | 344             | 7,0                  | 3                    | 3                    | 1                    |  |         |         |
| 2021                    | Jaguars de Jacksonville            | 14 | 164             | 0767            | 4,7             | 8               | 31              | 222             | 7,2                  | 0                    | 4                    | 2                    |  |         |         |
| 2022                    | Jaguars de Jacksonville            | 07 | 081             | 0340            | 4,2             | 3               | 09              | 046             | 5,1                  | 1                    | 1                    | 0                    |  |         |         |
| 2022                    | Jets de New York                   | 04 | 029             | 085             | 2,9             | 0               | 02              | 05              | 2,5                  | 1                    | 0                    | 0                    |  |         |         |
| 2023                    | Patriots de la Nouvelle-Angleterre | ?  | Saison en cours | Saison en cours | Saison en cours | Saison en cours | Saison en cours | Saison en cours | Saison en cours      | Saison en cours      | ?                    | ?                    |  |         |         |
| Totaux chez les Jaguars | Totaux chez les Jaguars            | 35 | 485             | 2 177           | 4,5             | 18              | 89              | 612             | 6,9                  | 4                    | 8                    | 3                    |  |         |         |
| Totaux NFL              | Totaux NFL                         | 39 | 514             | 2 262           | 4,4             | 18              | 91              | 617             | 6,8                  | 5                    | 8                    | 3                    |  |         |         |